# The Gallows
The Gallows (Brasil: A Forca / Portugal: The Gallows) é um filme estado-unidense do género terror sobrenatural no estilo found footage, escrito e realizado por Travis Cluff e Chris Lofing. Tem no elenco Cassidy Gifford, Pfeifer Brown, Ryan Shoos, Reese Mishler, Alexis Schneider e Price T. Morgan. Foi lançado nos Estados Unidos pela Warner Bros. Pictures a 10 de julho de 2015 e no Brasil a 23 de julho do mesmo ano.

## Enredo
Em 1993, um rapaz chamado Charlie Grimille morreu num acidente durante a peça "The Gallows" que seria encenada numa escola do ensino médio. Vinte anos depois, em 2013, os alunos da escola trazem de volta a produção teatral que fracassou, na tentativa infrutífera de homenagear o aniversário da tragédia. Mas no fim descobrem que é melhor deixar pra lá certas coisas.

## Elenco
- Reese Mishler como Reese Houser
- Pfeifer Brown como Pfeifer Ross
- Ryan Shoos como Ryan Shoos
- Cassidy Gifford como Cassidy Spilker
- Price T. Morgan como Price
- Jesse Cross como Charlie Grimille (1993)
- Melissa Bratton como Alexis Ross (2013)
  - Alexis Schneider como Alexis Ross / Mary (1993)
- Theo Burkhardt como Rick Houser (2013)
  - John Tanskly como Rick Houser (1993)
- Emily Jones como mãe de Ryan
- Travis Cluff como senhor Schwendiman
- Mackie Burt como líder de torcida

## Produção
Em 24 de junho de 2014, a New Line Cinema adquiriu os direitos de distribuição do filme. Em 10 de dezembro de 2014, foi anunciado a data de lançamento do filme nos Estados Unidos para 10 de julho de 2015. Embora o filme seja ambientado na cidade natal de Lofing, Beatrice, as cenas exibidas no cinema foram gravadas em Fresno. Várias cenas que haviam sido gravadas em Beatrice foram cortadas quando a Blumhouse Productions adquiriu o filme. As cenas cortadas serão mostradas no DVD e blu-ray de The Gallows.